# 叶野喜和子
叶野 喜和子（かのう きわこ、1973年11月25日 - ）は、日本の女優。佐賀県出身。血液型はO型。所属事務所は演劇集団池田塾。
旧芸名は稲吉 貴子（いなよし たかこ）。

## 主な出演作品

### テレビドラマ
- さわやか3組 （1997年、NHK教育テレビ） - 高沢 役　※4代目先生
- ニュースキャスター 霞涼子 第9話 「結婚記念日殺人事件!整形美女の罠」（1999年、テレビ朝日） - 三浦志穂 役
- 未来戦隊タイムレンジャー 第17話 「ねじれた正拳」（2000年6月4日、テレビ朝日） - 松嶋先生 役

### 舞台
- ミュージカル 『美少女戦士セーラームーン』（1996年3月24日- 31日、サンシャイン劇場） - 木野まこと / セーラージュピター 役 ※3代目